# Bustilloxia saturata
Bustilloxia saturata is een vlinder uit de familie spanners (Geometridae). De wetenschappelijke naam is voor het eerst geldig gepubliceerd in 1906 door A. Bang-Haas.
De soort komt voor in Europa.